# 부산컴퓨터과학고등학교
부산컴퓨터과학고등학교(釜山컴퓨터科學高等學校)는 대한민국 부산광역시 동구 초량동에 있는 사립 고등학교이다. 

## 학교 연혁
- 1964년 10월 1일 : 재단법인 새한의숙 인수
- 1965년 2월 24일 : 학교법인 선화학원으로 변경
- 1967년 3월 18일 : 선화여자상업고등학교 설립
- 1968년 3월 1일 : 초대 교장 남기석 취임
- 1968년 3월 11일 : 제1회 입학식
- 1971년 1월 13일 : 제1회 졸업식
- 1979년 10월 20일 : 학칙 변경 (학급 증설 각 학년 12학급 총 학급수 36학급)
- 1981년 10월 19일 : 학칙 변경 (야간부 설립 각 학년 3학급 총 학급수 45학급)
- 1997년 7월 13일 : 학교 명칭 변경 및 학칙 변경인가 / 명칭 선화정보여자고등학교 / 학과 정보처리과, 경영정보과, 유통정보과
- 1998년 8월 19일 : 학칙 변경 (야간 폐지, 총 학급수 48학급)
- 1999년 8월 7일 : 학교 명칭 및 학칙 변경 인가 / 명칭 부산컴퓨터과학고등학교 / 학과 멀티미디어, 인터넷, 애니메이션, 컴퓨터그래픽, 컴퓨터실용음악과
- 2001년 2월 8일 : 정보관 건립(확충 전산실 20개 교실)
- 2001년 9월 14일 : 학칙 및 학과 변경 / 학과 멀티미디어, 인터넷, 소프트웨어, 애니메이션, 컴퓨터실용음악과
- 2012년 10월 16일 : 학칙 변경(학과 개편 및 학급 감축 총 학급 수 38학급)
- 2018년 7월 4일 : 학칙변경 인가, 학과 소프트웨어(3), 3D콘텐츠제작(2), 서비스마케팅(2), 금융회계(3)
- 2018년 12월 6일 : 고교학점제 교육과정 연구학교 선정
- 2021년 10월 13일 : 제7대 남유리 이사장 취임
- 2023년 12월 21일 : 제54회 졸업식(졸업생 누계 34,365명)
- 2024년 3월 4일 : 2024학년도 입학(189명)
- 2025년 3월 1일 : 제7대 교장 류차남 취임

## 설치 학과
- 소프트웨어과
- 서비스마케팅과
- IT계열
- 디자인계열
- 사물인터넷과
- 3D콘텐츠제작과
- 금융회계과
- e스포츠계열

## 참고 자료
- 부산컴퓨터과학고등학교 - 한국교육학술정보원 학교알리미